# Скубиестественное
«Скубиестественное» (англ. Scoobynatural) — 16 эпизод 13 сезона американского телесериала «Сверхъестественное». В нём Дин, Сэм и Кастиэль попадают в мир «Скуби-Ду».

## Сюжет
Дин и Сэм побеждают ожившего плюшевого динозавра в ломбарде. В благодарность хозяин дарит Дину новый телевизор. Когда Винчестеры включают его, то втягиваются в любимый эпизод Дина («Спокойно, ночи ужаса не бывает») из мультсериала «Скуби-Ду, где ты!», а вскоре туда также попадает и Кастиэль. Они знакомятся с командой Скуби и обнаруживают настоящего призрака, который начинает убивать людей (включая настоящего злодея серии). Винчестеры объединяются со Скуби-Ду, Шэгги, Фредом, Дафни и Велмой, чтобы остановить его. Работая вместе, они ловят призрака в ловушку. Он оказывается маленьким умершим мальчиком, которого в реальном мире использует жадный застройщик, чтобы пугать владельцев разных бизнесов и затем скупать их по дешёвке. Мальчик помогает Винчестерам и Кастиэлю обмануть команду Скуби, чтобы они подумали, что призраком был злодей в маске, а затем возвращаются в реальный мир. Герои упокоили дух мальчика и арестовали жадного бизнесмена.

## Производство
Идея кроссовера со «Скуби-Ду» обсуждалась сценаристами и продюсерами «Сверхъестественного» несколько лет. Возможность сделать такой эпизод была потому, что права на оба шоу принадлежат Warner Bros.

## Отзывы
В целом эпизод получил положительные отзывы критиков. Рецензентка из Den of Geek поставила серии 5 звёзд из 5 и написала, что ей понравилась «бесстыдная доза юмора и ностальгии, которая нашла способ смешать два тонально разных сериала». Саманта Хайфилл из Entertainment Weekly отметила, что «ни одно другое шоу не смогло бы сделать такое, и тем более сделать хорошо».